# 駄獣

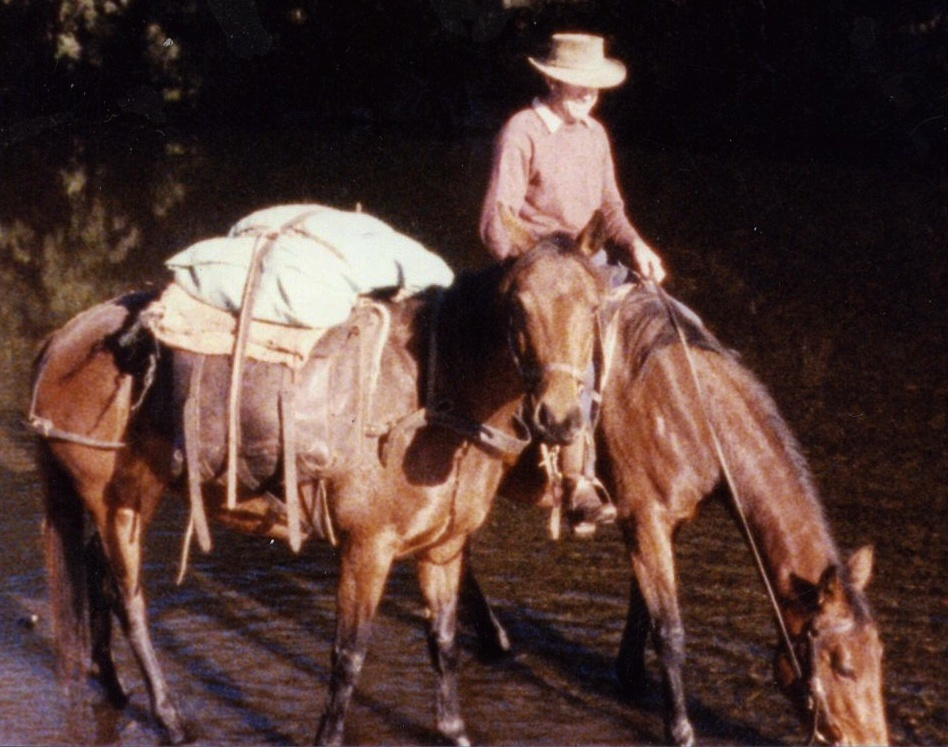
駄獣として利用されるウマ

駄獣（だじゅう）または駄載獣（ださいじゅう）は、貨物を背中に載せて運搬するために利用される使役動物である。
車両やソリを牽引するために用いられる使役動物は輓獣（ばんじゅう）と呼んで区別するが、同じ動物が時と場合により駄獣としても輓獣としても利用されることがある。
自動車の普及以降は需要が減少したが、自動車で利用できる道路のない山岳地域や森林などでは、現代でも最も効率の良い運搬手段となることもある。

## 種類

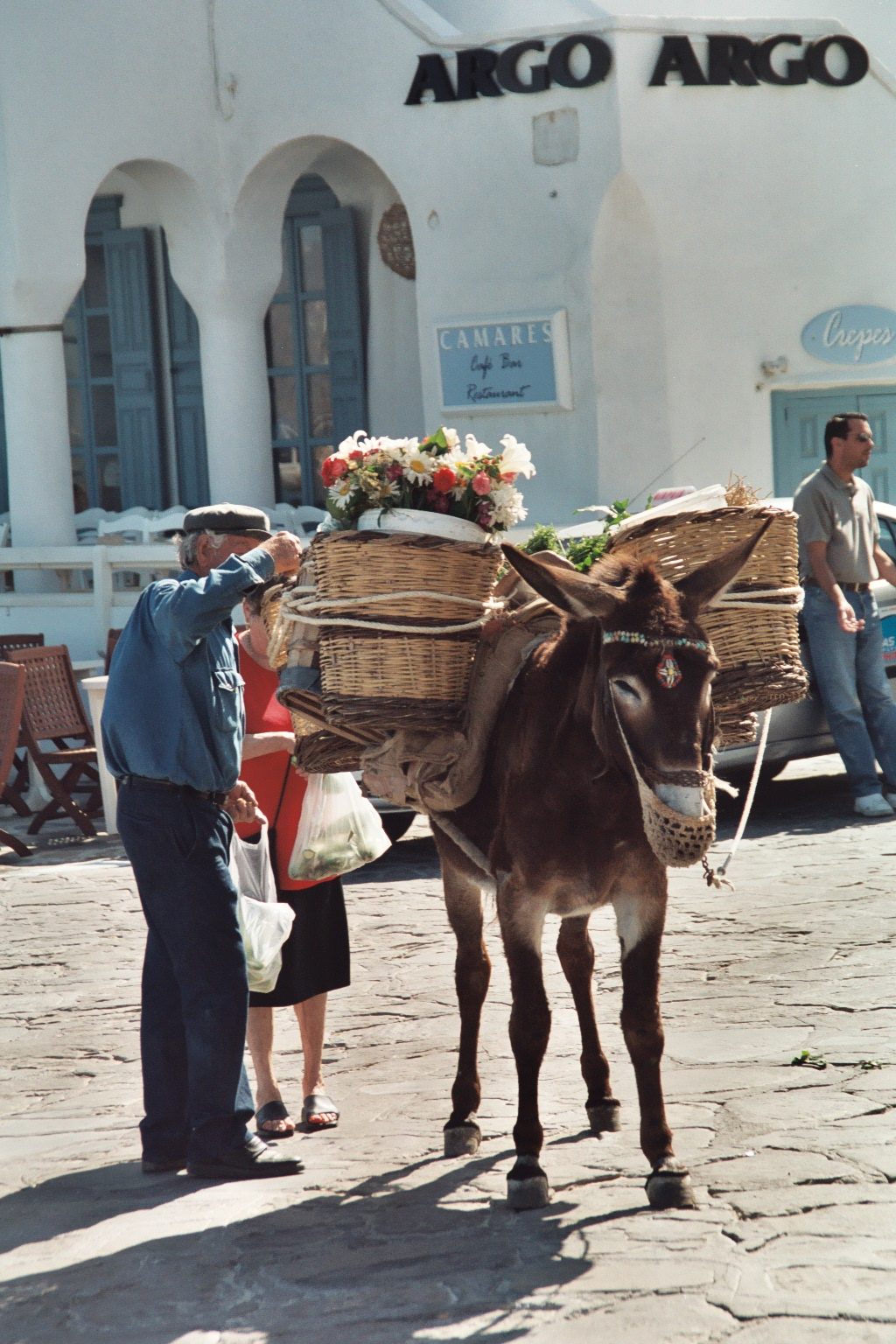
籠を両側に載せたロバ

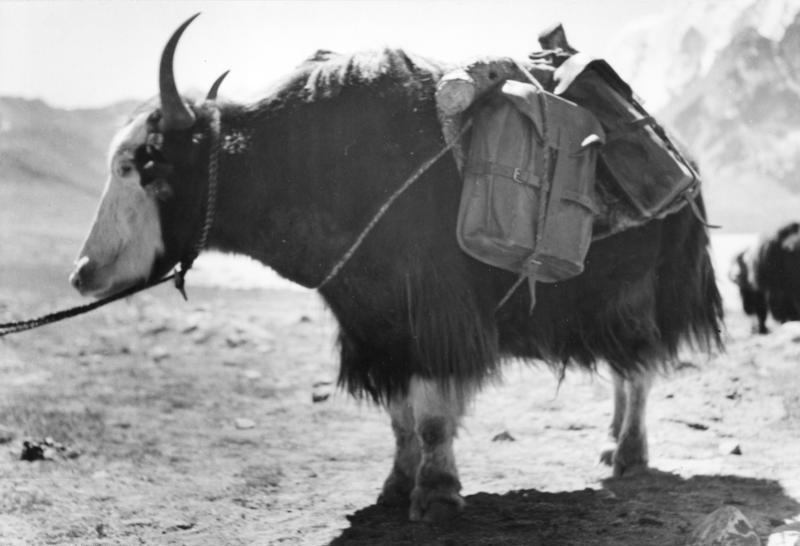
荷をつけたヤク

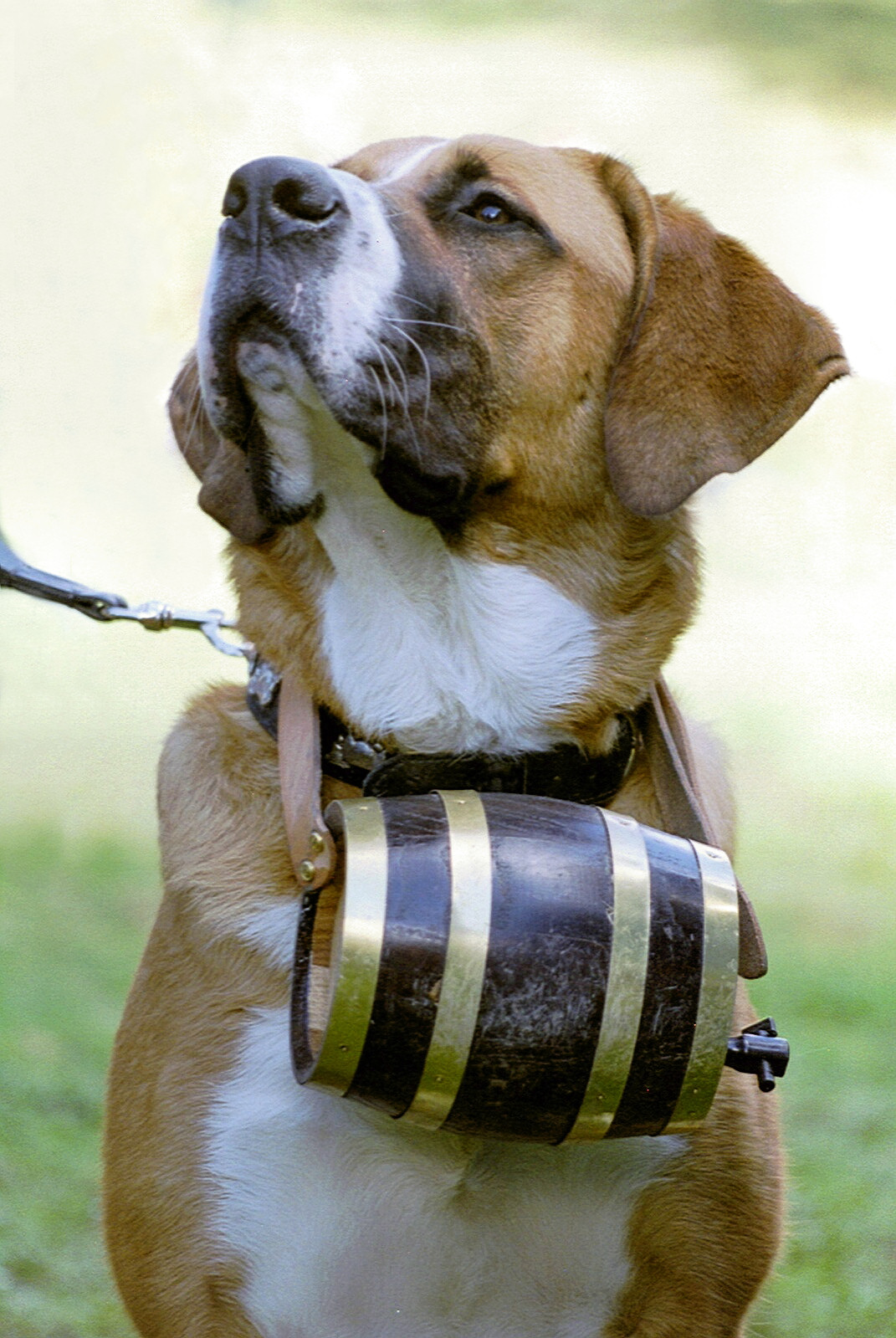
首にたるを提げたセント・バーナード

ウマ
駄獣として利用される馬のことを特に駄馬（）という。馬は広く利用される駄獣であるが、牛などに比べると家畜化は遅い動物であった。また乗用や馬車の牽引などの輓獣としての目的に用いられることが多く、駄獣としての利用は輓獣及び乗用として使用するのに劣った馬が用いられることが多い。このことから、本来は荷物運搬用の馬という意味である「駄馬」という言葉が、そのまま能力の劣った馬という意味をも表すことがある。しかし少量の貨物や生鮮食料品などを運搬するために馬が利用されることもあり、そうした場合約90 kgの荷を積むことができたとされている。
日本では古墳時代の4世紀末から5世紀にかけて家畜化された馬が伝来し、乗馬として用いられた。古代には『続日本紀』天平11年（739年）4月14日条に具体例がある。その記述によれば、「天下諸国に令し、駄馬一匹が背に負う荷物の重さは200斤（120kg）であったのを改め、150斤（90kg）を限度にすると決めた」とある。『続紀』には、馬は人を養う動物であり、大切にしなければならないとあり、8世紀中頃に馬の過労を押さえさせる意味で改正された。ただし、これは駄馬に対してであり、乗馬や輓馬ではない。従って、無理をさせれば100kg以上の荷を負う事も可能である（その場合、体力が尽きるのも早くなる）。
江戸時代に使われた馬一頭が背負う単位として駄がある。江戸時代の定めでは三十六貫(135kg)を言った
一般に乗馬においては人の意思を伝え制御するため銜（ハミ）と呼ばれる馬具を用いる。一方、日本では人が前から馬を引く駄馬においては銜を用いず、馬の鼻面を棒状の馬具で挟み、手綱で引くおもぐい（オモゲー）と呼ばれる馬具を用いる。
ロバ
ロバは馬に比べて足は遅いが、より荷重に耐える。暑い地方に分布していた動物であるため、こうした地方で駄獣として利用されてきた。乗用の際には、その体格のため胴体中央部に座っても前にずり落ちてしまい、それを避けるためには後足の上部に座らなければならず、歩くときの振動が直接伝わってきて疲労しやすいといった問題があるので、荷物の輸送が主な用途である。
ラバ
オスのロバとメスの馬を掛け合わせてできたのがラバで、体格が大きく粗食に耐え耐久性もあることから、広く駄獣として利用されている。馬ほど足は速くないが、耐久力は大きいので、古代から貨物輸送では重要であった。
ケッテイ
ラバとは逆に、オスの馬とメスのロバを掛け合わせてできたのがケッテイで、同様に駄獣としての利用がなされる。しかし、ラバに比べてケッテイは生産が難しいので、あまり広くはみられない。
ウシ
牛は多くの文明で駄獣・輓獣としての利用が行われてきた。近代的な交通機関の普及まで、牛は肉や乳の利用よりも動力源としての価値の方が重要視されていた。
スイギュウ
水牛は、中国・東南アジア・インドなどアジアの熱帯に近い地方で広く用いられている。牛に比べて気性が荒く、毎日水に浸からせなければならないので取り扱いが難しいが、力が強い上に粗食に耐えるので駄獣としての利用がなされてきた。
ヤク
チベット高原などで飼われているウシ科の家畜で、高山地帯の険しい道でも苦にせず歩くことができることから、こうした地帯での乗用・駄載用に用いられている。積載能力は約150 kgとされる。
ラクダ
紀元前3000年頃に西アジア周辺で家畜化が始まったと考えられ、サハラ砂漠からモンゴルに至る旧世界での乾燥地帯における駄載用に広く利用されている。他の家畜では生存が困難な乾燥した砂漠でも生存できるという大きな特徴がある。古代ローマ人も荷役用に利用しようとし、ヨーロッパに持ち込もうとした記録があるが、こうした地域でラクダが長期的に生存できたかどうかは疑われている。オーストラリア大陸には元来ラクダが分布していなかったが、19世紀に内陸乾燥地帯での使役用としてアラビアなどからヒトコブラクダが大量に移入された。鉄道や自動車の発達でラクダの必要性がなくなった現在、オーストラリアでは野生化したラクダによる植生破壊が深刻な問題になっている。
リャマ
ペルーのアンデス山脈周辺の高山地帯などで荷物運搬に広く用いられている家畜である。
アルパカ
アルパカもリャマと同じくペルーのアンデス山脈周辺で飼われている家畜で、毛を取るのが主な目的であるが、荷物の運搬にも用いられることがある。ただしリャマより小型で、積載能力は50 kg程度である。
ゾウ
象は4,000年ほど前から使役動物として利用されており、特に東南アジアにおいては荷物の運搬に用いられている。人間に馴れやすい性質があるが、それでも馬よりも扱いづらく、大量の飼料を必要として連続的な労働には耐えられないので、限られた利用に留まる。
トナカイ
トナカイはラップランド・シベリア・北アメリカ北部などの寒冷地帯で乗用・駄載用・輓用など多様な目的に利用されている。どの程度古くから家畜として利用されているかは定かではない。シカの仲間で家畜化された唯一の種類である。トナカイを駄獣として利用するかどうかは民族によって違いがあり、シベリアではツングース族やソヨート族（トゥバ族）は駄獣として利用するが、チュクチ族やコリヤーク族は駄獣ではなく輓獣として利用する。
イヌ
犬は他の駄獣に比べて体格が小さく、貨物を運べる量は限られるので、駄獣として利用することは少ない。しかしセント・バーナードは山岳救助犬として育てられており、ワインを入れた樽を首に提げていき、遭難者がこれを飲むといった利用のしかたがされている。
ハト
鳩は伝書鳩として信書や軽量の物品の運搬に利用される。

## 駄載に使う道具
駄載に際しては一般的に、人間が乗用に使うときに使う鞍に似た、パックサドル、「荷鞍」というものを背に乗せてその上に荷物を載せる。袋や籠に入った荷物を背負わせるときは、2つを対にして体の両側に1つずつぶら下げてバランスをとるパニアのように載せることもある。

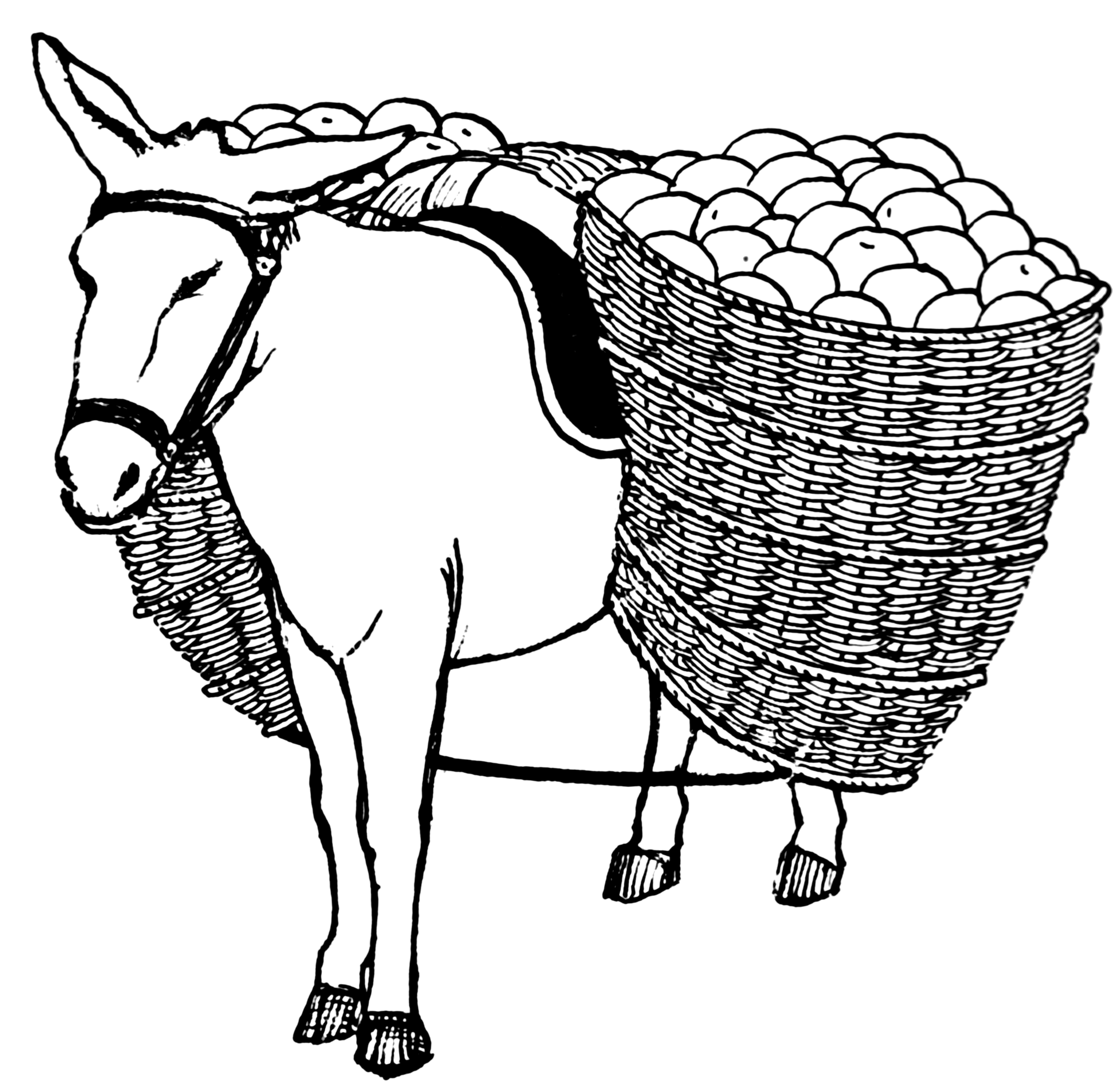
荷籠を両側にぶらさげたラバ
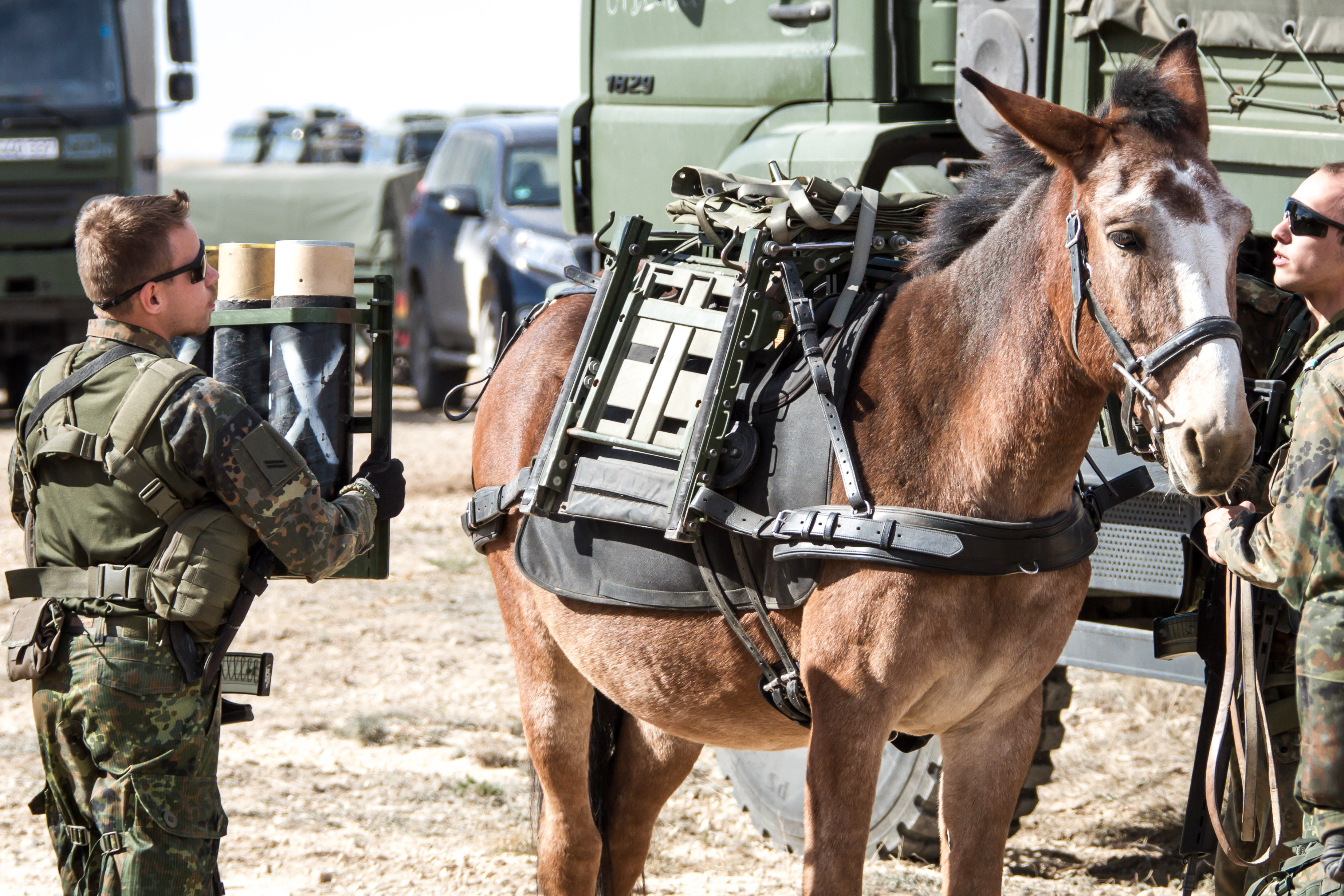
ドイツ連邦陸軍の荷鞍を装着したラバ（2015年）
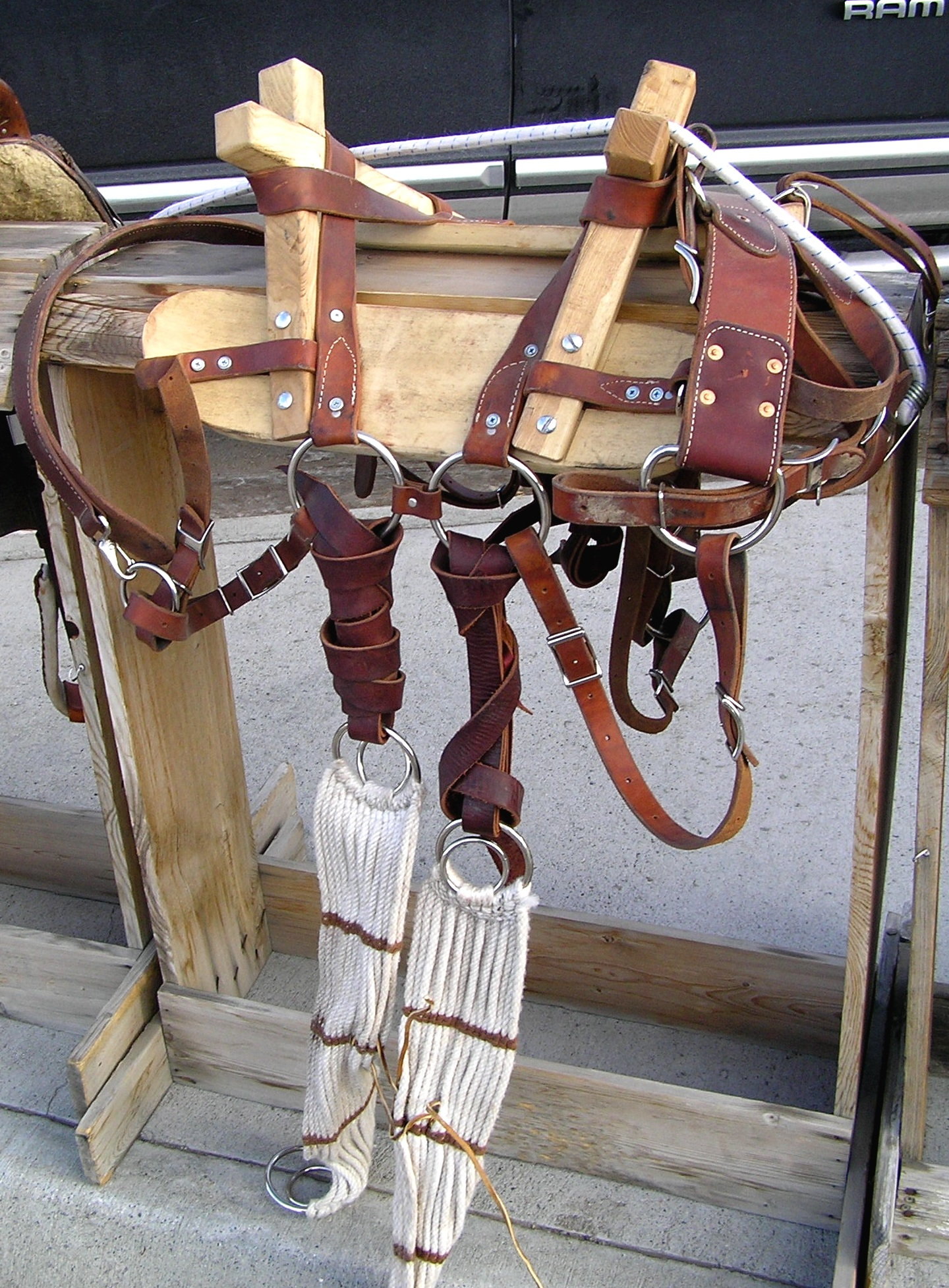
アメリカ西部で使われていた荷鞍
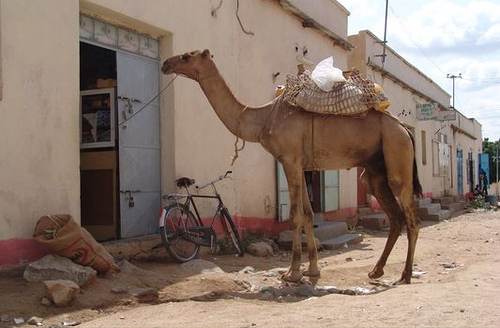
荷籠を載せたラクダ（エリトリア、2005年）